# Pierre Usselmann
Pierre Usselmann, född 21 juni 1972 i Tynnereds församling, Göteborgs och Bohus län, död 10 juni 2014 i Göteborgs Vasa församling, Göteborg, var en svensk journalist.
Usselmann läste på JMG i Göteborg 1995-1996. Han var 1997-1999 verksam som reporter åt programmet För nöjes skull i P1. Han gjorde ett antal Frispel för P3 och arbetade på dagstidningarna Göteborgs-Posten, Dagens Nyheter och Svenska Dagbladet. Han var med i redaktionen för The Svenska Ord Story 2002, en serie program i P1 av Staffan Schöier och Stefan Wermelin. Han gjorde bokprogram som Boktornet i P1 och medverkade i musikradion i P2 i program som Delta, Klingan och Kalejdoskop  med mera, där han var programledare och producent.
Usselmann avled 2014 efter en längre tids sjukdom.